# Villa Espil
Villa Espil es una localidad del partido de San Andrés de Giles, en la provincia de Buenos Aires, Argentina.
Se encuentra sobre la ruta nacional 7.

## Población
Cuenta con 157 habitantes (Indec, 2010), lo que representa un descenso del 6 % frente a los 167 habitantes (Indec, 2001) del censo anterior.
| Gráfica de evolución demográfica de Villa Espil entre 1991 y 2010 |
|                                                                   |
| Fuente: Censos nacionales del INDEC                               |

## Historia
En la sesión del Honorable Concejo Deliberante de San Andrés de Giles realizada el 6 de septiembre de 1936 se dio lectura a una nota presentada por el doctor Alberto Espil, por la cual ponía en conocimiento del cuerpo deliberativo su intención de donar a la municipalidad local una fracción de tierra ubicada en el Cuartel 8.º (actual Cuartel 9.º) para formar un pueblo junto a la Ruta Nacional 7, cuya traza inicial se inauguraría poco después.
La donación incluía un lote central para la formación de una plaza pública a la que debía darse el nombre de su padre, don Felipe Santiago Espil. Otro lote fue reservado por el Dr. Espil para su donación a la Dirección General de Escuelas de la provincia de Buenos Aires para el funcionamiento de la Escuela N.º 19, que anteriormente existía en la zona rural cercana.
Conjuntamente con la nota de donación el Dr. Alberto Espil presentó al concejo un plano del pueblo a crearse, confeccionado por el agrimensor Oscar V. Caminos, en cumplimiento de la Ley provincial N.º 3487.
En ese plano originario aparecen  por primera vez los nombres de las calles del nuevo pueblo. El criterio seguido por Espil para dar nombre a las calles fue, al parecer, el de homenajear a distintas personas que estuvieron relacionadas con el accionar público y político de su padre Felipe Santiago Espil y en algún caso que poseían campos en la zona. Esos nombres son: Juan Carlos Silva, Gil M. Tapia, Anacleto Resta, Agustín P. Justo, Simón Cucullu, Rómulo Álvarez, Juan Antonio Alvis y Fernando Peláez.
La piedra fundamental del nuevo pueblo fue colocada el 22 de octubre de 1936, según lo indica el profesor Secundino Néstor García en su libro “Historia de San Andrés de Giles”, hecho del que se celebran sus 75 años.
El edificio de la Escuela N.º 19 fue inaugurado el 8 de julio de 1938, ocasión en que se colocó también la piedra fundamental de la capilla local. La escuela lleva desde ese momento el nombre de Domingo French, en virtud de haber sostenido este ilustre militar al mando del ejército porteño un encuentro con las montoneras que venían asolando la zona, choque producido en las proximidades de la Cañada de la Cruz, a la altura de la actual estación de peaje, lugar muy cercano a Villa Espil. No se refiere a la Batalla de la Cañada de la Cruz, que se desarrolló a varios kilómetros de este sitio.
El 19 de mayo de 2011 se crea el Taller de Tango Danza, en ese mismo año, el 9 de octubre queda formada la Agrupación Coreográfica Tanguera de Villa Espil.
Quién fue Felipe Santiago Espil, a quien se homenajea con el nombre de la localidad y de su plaza?
Podemos señalar que en su labor como intendente municipal de San Andrés de Giles cumplió una relevante acción de gobierno con una gran cantidad de obras públicas concretadas durante su gestión. Recordemos que durante su administración comunal fueron inaugurados varios edificios importantes, tales como la escuela N.º 1 y el palacio municipal, y se tramitó la creación de una sucursal del Banco de la provincia de Buenos Aires.
Dada su eficiencia administrativa, se desempeñó como secretario del Consejo Escolar, de la Municipalidad y del Juzgado de Paz.
Presidió el Consejo Escolar entre 1887 y 1899, año en que fue designado por el gobernador de la provincia de Buenos Aires como Comandante Militar y Jefe de la Guardia Nacional de San Andrés de Giles, funciones que cumplió también en años posteriores.
Durante varios años fue senador y diputado hasta 1916.
Como puede observarse, Felipe Santiago Espil, dada su obra merece ser recordado con el nombre de un pueblo gilense.
En cuanto al donante de las tierras, Dr. Alberto Espil, fue un dirigente político destacado en el partido Demócrata Nacional, de raíz conservadora, en cuya representación se desempeñó como legislador y como ministro de Gobierno de la provincia de Buenos Aires. A su donación se debe también la localidad de Villa San Alberto, ubicada a la vera de la Ruta Nacional N.º 7 entre San Andrés de Giles y Carmen de Areco.
Autor del texto: Dr. Héctor Raúl Terrén.
Fuentes:
García, Secundino Néstor: Historia de San Andrés de Giles
García Secundino Néstor y Terrén Héctor Raúl: Monumentos del Partido y Nomenclatura de las calles de San Andrés de Giles.

### Antiguas postas del camino real
Posta de Díaz: en cercanías de Villa Espil se encuentra el solar donde se encontraba emplazada en lejanos tiempos la Posta de Díaz, así denominada por el apellido de los maestros de postas: la familia Díaz y Navarro, de antiguo arraigo en el pago. Se hallaba junto al Camino Real a Cuyo y Chile-hoy Ruta Nacional N.º 7. sus maestros de postas fueron don José Tomás Díaz y don Fernando Díaz y Navarro.
Posta de Lescano. otra de las postas oficiales de correos fue la Posta de Lescano, perteneciente a la familia criolla de ese apellido, muy antigua en la zona.Maestro de posta: don Alejandro Lescano
Posta de la cañada de la Cruz: se encontraba en partido de Luján, a la altura del actual puesto de peaje. El maestro de posta era don Melitón Muñoz.
A orillas de la Cañada de la Cruz, cerca de Villa Espil, tuvo lugar en 1820 un encuentro entre el ejército porteño comandado por el general Domingo French y las montoneras que en esos tiempos arrasaban con todo lo que encontraban a su paso. Ese es el motivo por el cual la escuela local se llama Domingo French, sugerido por la familia Espil.
Fuentes documentales:
- Vicente Cutillas: Origen y principales hechos de su evolución hasta nuestros días, 1938
- Secundino N. García: Historia de San Andrés de Giles, 1987
- Héctor Raúl Terrén: De postas,caminos y pulperías, 2000
- Secundino García y Héctor Terrén: Monumentos y nomenclaturas de calles del partido de San Andrés de Giles, año 2010

- Datos: Q6162148
- Multimedia: Villa Espil / Q6162148